# Moosburg an der Isar
Moosburg an der Isar is een plaats in de Duitse deelstaat Beieren, gelegen in het Landkreis Freising. De stad telt 18.893 inwoners. Naburige steden zijn Landshut en Freising.

## Geboren
- Birgit Rockmeier (1973), atlete

Allershausen ·
Attenkirchen ·
Au in der Hallertau ·
Eching ·
Fahrenzhausen ·
Freising ·
Gammelsdorf ·
Haag an der Amper ·
Hallbergmoos ·
Hohenkammer ·
Hörgertshausen ·
Kirchdorf an der Amper ·
Kranzberg ·
Langenbach ·
Marzling ·
Mauern ·
Moosburg an der Isar ·
Nandlstadt ·
Neufahrn bei Freising ·
Paunzhausen ·
Rudelzhausen ·
Wang ·
Wolfersdorf ·
Zolling